# CONCACAF-aranykupa
A CONCACAF-aranykupa (CONCACAF Gold Cup) a CONCACAF tagállamainak legfontosabb nemzeti labdarúgótornája. A tornán az észak- és közép-amerikai országok valamint a karib-tengeri labdarúgó-válogatottak vesznek részt. A végső fázisban való részvételre azután még további három labdarúgó-szövetséget hívnak meg. Az aranykupát eddig 12 alkalommal az Egyesült Államok rendezte.
Az első CONCACAF-bajnokságra 1963-ban került sor, ez a torna lépett az 1941–1961 között megrendezett CCCF-bajnokság helyébe, amelyet csak a közép-amerikai és karibi országok részvételével tartottak meg. Ezt 1971-ig rendezték meg, majd 1973 és 1989 között nem volt kontinens szintű viadal ebben a régióban; a labdarúgó-világbajnokság selejtezőjének legeredményesebb csapata volt egyben a CONCACAF-bajnok is.
A bajnokság 1991-ben éledt újjá, aranykupa néven. Azóta a kupát 9-szer nyerte el Mexikó, 7-szer az Egyesült Államok, és egyszer Kanada.
A CONCACAF Nemzetek Ligája szolgál selejtezőként az aranykupára.

## CONCACAF-bajnokság
| Év   | Helyszín             | Aranyérmes   | Ezüstérmes           | Bronzérmes           | Negyedik helyezett   |
| ---- | -------------------- | ------------ | -------------------- | -------------------- | -------------------- |
| 1963 | · Salvador           | · Costa Rica | · Salvador           | · Holland Antillák   | · Honduras           |
| 1965 | · Guatemala          | · Mexikó     | · Guatemala          | · Costa Rica         | · Salvador           |
| 1967 | · Honduras           | · Guatemala  | · Mexikó             | · Honduras           | · Trinidad és Tobago |
| 1969 | · Costa Rica         | · Costa Rica | · Guatemala          | · Holland Antillák   | · Mexikó             |
| 1971 | · Trinidad és Tobago | · Mexikó     | · Haiti              | · Costa Rica         | · Kuba               |
| 1973 | · Haiti              | · Haiti      | · Trinidad és Tobago | · Mexikó             | · Honduras           |
| 1977 | · Mexikó             | · Mexikó     | · Haiti              | · Salvador           | · Kanada             |
| 1981 | · Honduras           | · Honduras   | · Salvador           | · Mexikó             | · Kanada             |
| 1985 | Nem volt             | · Kanada     | · Honduras           | · Costa Rica         | · Salvador           |
| 1989 | Nem volt             | · Costa Rica | · Egyesült Államok   | · Trinidad és Tobago | · Guatemala          |

## CONCACAF-aranykupa

### Érmesek
- A meghívott csapatok dőlt betűkkel szerepelnek.

| Év   | Helyszín                                | Döntő              | Döntő               | Döntő              | Bronzmérkőzés              | Bronzmérkőzés              | Bronzmérkőzés              |
| Év   | Helyszín                                | Aranyérmes         | Eredmény            | Ezüstérmes         | Bronzérmes                 | Eredmény                   | Negyedik helyezett         |
| ---- | --------------------------------------- | ------------------ | ------------------- | ------------------ | -------------------------- | -------------------------- | -------------------------- |
| 1991 | Egyesült Államok                        | · Egyesült Államok | 0–0 (h.u.) ti.: 4–3 | · Honduras         | · Mexikó                   | 2–0                        | · Costa Rica               |
| 1993 | Egyesült Államok · Mexikó               | · Mexikó           | 4–0                 | · Egyesült Államok | Costa Rica · Jamaica       | 1–1 (h.u.)                 | –                          |
| 1996 | Egyesült Államok                        | · Mexikó           | 2–0                 | · Brazília         | · Egyesült Államok         | 3–0                        | · Guatemala                |
| 1998 | Egyesült Államok                        | · Mexikó           | 1–0                 | · Egyesült Államok | · Brazília                 | 1–0                        | · Jamaica                  |
| 2000 | Egyesült Államok                        | · Kanada           | 2–0                 | · Kolumbia         | Peru · Trinidad és Tobago  | Peru · Trinidad és Tobago  | Peru · Trinidad és Tobago  |
| 2002 | Egyesült Államok                        | · Egyesült Államok | 2–0                 | · Costa Rica       | · Kanada                   | 2–0                        | · Dél-Korea                |
| 2003 | Egyesült Államok · Mexikó               | · Mexikó           | 1–0 (h.h.)          | · Brazília         | · Egyesült Államok         | 3–2                        | · Costa Rica               |
| 2005 | Egyesült Államok                        | · Egyesült Államok | 0–0 (h.u.) ti.: 3–1 | · Panama           | Honduras · Kolumbia        | Honduras · Kolumbia        | Honduras · Kolumbia        |
| 2007 | Egyesült Államok                        | · Egyesült Államok | 2–1                 | · Mexikó           | Kanada · Guadeloupe        | Kanada · Guadeloupe        | Kanada · Guadeloupe        |
| 2009 | Egyesült Államok                        | · Mexikó           | 5–0                 | · Egyesült Államok | Honduras · Costa Rica      | Honduras · Costa Rica      | Honduras · Costa Rica      |
| 2011 | Egyesült Államok                        | · Mexikó           | 4–2                 | · Egyesült Államok | Honduras · Panama          | Honduras · Panama          | Honduras · Panama          |
| 2013 | Egyesült Államok                        | · Egyesült Államok | 1–0                 | · Panama           | Honduras · Mexikó          | Honduras · Mexikó          | Honduras · Mexikó          |
| 2015 | Egyesült Államok · Kanada               | · Mexikó           | 3–1                 | · Jamaica          | · Panama                   | 1–1 (h.u.) ti.: 3–2        | · Egyesült Államok         |
| 2017 | Egyesült Államok                        | · Egyesült Államok | 2–1                 | · Jamaica          | Costa Rica · Mexikó        | Costa Rica · Mexikó        | Costa Rica · Mexikó        |
| 2019 | Egyesült Államok · Costa Rica · Jamaica | · Mexikó           | 1–0                 | · Egyesült Államok | Haiti · Jamaica            | Haiti · Jamaica            | Haiti · Jamaica            |
| 2021 | Egyesült Államok                        | · Egyesült Államok | 1–0                 | · Mexikó           | Kanada · Katar             | Kanada · Katar             | Kanada · Katar             |
| 2023 | Egyesült Államok · Kanada               | · Mexikó           | 1–0                 | · Panama           | Egyesült Államok · Jamaica | Egyesült Államok · Jamaica | Egyesült Államok · Jamaica |
| 2025 | Egyesült Államok · Kanada               | · Mexikó           | 2–1                 | · Egyesült Államok | Guatemala · Honduras       | Guatemala · Honduras       | Guatemala · Honduras       |

1. ↑  Costa Rica és Jamaica 1–1-es döntetlent értek el a hosszabbítás után, és megosztva kaptak bronzérmet.

### Győztesek
Az alábbi táblázatban a CONCACAF-aranykupa 1991 és 2025 közötti győztesei olvashatóak.
| Győzelem    | Nemzet           | Évek                                                       |
| ----------- | ---------------- | ---------------------------------------------------------- |
| 10 győzelem | Mexikó           | 1993, 1996, 1998, 2003, 2009, 2011, 2015, 2019, 2023, 2025 |
| 7 győzelem  | Egyesült Államok | 1991, 2002, 2005, 2007, 2013, 2017, 2021                   |
| 1 győzelem  | Kanada           | 2000                                                       |

### Részvételek
Az alábbi táblázatban az 1963 és 2023 között megrendezett CONCACAF-bajnokságokon és CONCACAF-aranykupákon részt vett nemzetek olvashatóak.
- A dőlten írt csapatok meghívottként szerepeltek.

| Részvételek száma | Nemzet                                |
| ----------------- | ------------------------------------- |
| 25                | Mexikó                                |
| 22                | Costa Rica                            |
| 22                | Honduras                              |
| 20                | Guatemala                             |
| 19                | Egyesült Államok                      |
| 19                | Kanada                                |
| 19                | Salvador                              |
| 18                | Trinidad és Tobago                    |
| 16                | Haiti                                 |
| 15                | Jamaica                               |
| 12                | Kuba                                  |
| 12                | Panama                                |
| 8                 | Martinique                            |
| 6                 | Curaçao                               |
| 5                 | Guadeloupe                            |
| 5                 | Nicaragua                             |
| 3                 | Brazília                              |
| 3                 | Kolumbia                              |
| 3                 | Grenada                               |
| 3                 | Suriname                              |
| 2                 | Dél-Korea                             |
| 2                 | Grenada                               |
| 2                 | Katar                                 |
| 1                 | Belize                                |
| 1                 | Bermuda                               |
| 1                 | Francia Guyana                        |
| 1                 | Dél-afrikai Köztársaság               |
| 1                 | Ecuador                               |
| 1                 | Guyana                                |
| 1                 | Peru                                  |
| 1                 | Saint Kitts és Nevis                  |
| 1                 | Saint Vincent és a Grenadine-szigetek |